# Borgmästargården, Ronneby
Borgmästargården, även kallad Flensburgska villan, i Ronneby byggdes 1894 på initiativ av borgmästare Flensburg som en privatvilla invid rådhuset med tillhörande parkanläggning. Villan byggdes i en fransk tolkning av nyrenässans  och är unik i Ronnebys stadsbild. Villan byggdes till ett tiotal år senare, och den arkitekturintresserade borgmästaren valde att inarbeta den då högaktuella jugendstilen i byggnaden. Följden blev att fasaden skalades av då stilidealen estetiskt krockar med varandra och ny huvudfasad tillskapades på byggnadens västra sida. Ett av de få arkitektoniska spåren som kan skönjas av byggnadens tidigare utförande är det torn som finns på byggnadens sydvästra hörn.